# Малишев (Хойники)
 Малишев (бел. Малішаў) — деревня, до 31 декабря 2009 года в составе Хойникского райсовета Хойникского района Гомельской области Беларуси. С 16 декабря 2009 года включена в состав города Хойники.

## География

### Расположение
В 6 км на восток от районного центра и железнодорожной станции Хойники (на ветке Василевичи — Хойники от линии Гомель — Калинковичи), в 104 км от Гомеля.

## Транспортная сеть
На автодороге Хойники — Брагин. Планировка состоит из прямолинейной улицы, ориентированной с юго-запада на северо-восток, к которой с севера и юга присоединяются переулки. Застройка двусторонняя, деревянная, усадебного типа.

## История
По письменным источникам Малишев известен с 1600 года как деревня в Остроглядовском имении панов Харлинских, располагалась в Киевском воеводстве Королевства Польского. 26 июня т. г. «sioło Maleszow» отписано Щастным Харлинским сыну Николаю. После Харлинских, то есть с 1627 г. и до реформенного периода селение принадлежало Николаю Абрамовичу, Максимилиану Брозовскому, князьям Шуйским, семейству Прозоров.
После 2-го раздела Речи Посполитой (1793 год) в составе Российской империи. По инвентарю 1844 года в составе поместья Хойники, принадлежала В. К. Прозору. В 1879 году обозначена в числе селений Хойникского церковного прихода. Согласно переписи 1897 года в Хойникской волости Речицкого уезда Минской губернии.
С 8 декабря 1926 года до 30 декабря 1927 года центр Малишевского сельсовета Речицкого, с 9 июня 1927 года Хойникского районов Гомельского округа. В 1930 году организован колхоз «Красный рассветовец», работали ветряная мельница и кузница. В 1939 году в деревню переселены жители посёлка Новый Путь. 71 житель погиб на фронтах Великой Отечественной войны. Согласно переписи 1959 года в составе колхоза имени М. И. Калинина (центр — г. Хойники). Располагались клуб, библиотека, фельдшерско-акушерский пункт, отделение связи.
С 16 декабря 2009 года деревня Малишев включена в состав города Хойники.

## Население
- 1897 год — 69 дворов, 454 жителя (согласно переписи)
- 1959 год — 936 жителей (согласно переписи)
- 2004 год — 206 хозяйств, 436 жителей
- 2009 год — присоединён к г. Хойники

## Известные улица
- Александр Максимович Зеленковский (род. 12.04.1921) — историк, краевед, инициатор создания в Хойниках районного краеведческого музея и его первый руководитель.